# I. Chilperich frank király
I. Chilperich (539 – 584. szeptember 27.) frank király Neustriában 561-től haláláig.
I. Chlothar fiaként született. Édesapja halála után (561) ajándékok által a legbátrabb frankokat megnyerte a maga pártájának s ezután Párisba ment, ahol elfoglalta a trónt; de később féltestvérei: Charibert, Guntram és Sigebert kényszerítették, hogy ossza meg velük a birodalmat; Chilperich Armorikát és a száli tartományt kapta Soissons főhellyel, de ravasz, vállalkozó fejedelem lévén hamarosan gyámolatlan testvéreinek országaiban is magához ragadta a hatalmat.
581-ben, illetve 583-ban két hercegséget alapított Akvitániában, hogy gátat vessen a baszkok betöréseinek. A hercegségek élére hűbéreseit nevezte ki: az egyikbe Toulouse központtal Bladastest (Bladast néven is említik), a másikba Akvitániai Desideriust, és nagy sereggel a baszkok ellen küldte őket. A hercegek csúfos vereséget szenvedtek, miként 587-ben is, amikor – valószínűleg Toulouse-tól nyugatra – megpróbálták feltartóztatni a baszk ellencsapást (amit a frank történetírók fosztogató hadjáratként írnak le). Desideriusról tudjuk, hogy ebben az évben halt meg – lehet, hogy a harcokban.
Első felesége, Galswintha Athanagild nyugati gót király leánya volt. Ő azonban hamarosan háttérbe szorult Fredegunde, Chilperich kedvese előtt, és a király 567-ben meg is gyilkoltatta. Ezért Galswintha nővére, Brunhilda, Siegbert ausztráziai király felesége háborúra ingerelte férjét Chilperich ellen. Tovább bonyolította dolgot, hogy Chilperich visszakövetelte magának Bordeauxt, Limogest és Cahorst, azt a három várost, amelyet jegyajándékul adott Galswinthának – Brunhilda ellenben elérte, hogy Cahors az övé legyen , mint a meggyilkolt nővére örököséé. Ez a kérdés még elkeseredettebbé tette harcát fivérével. Chilperich hatalma, sőt élete is már veszedelemben forgott. Chilperich meggyilkoltatta Fredegunde férjét, Sigebertet, őt viszont 584-ben Chelles táján (Párizs közelében) egy vadászaton gyilkolták meg. Tours-i Gergely így ír erről.
| VI. könyv. 46. "Chilperich, ez a mi időnkben élő Nero meg Heródes Calensis (Calais) helységébe ment, amely Paris városától mintegy 100 stádiumnyira van, és ott vadászgatott. Egy napon pedig, midőn a vadászatból visszatérvén – már erősen sötétedett – a lóról levették, s kezét a lovászlegény vállára tette, odajött valaki s tőrével hónaljába döfött, majd a szúrást megismételve a hasát döfte át. Mind szájából, mind hasának sebéből bőven omló vérrel együtt gonosz lelkét is kiadta." |

A kicsapongó életű király az egyház ellensége volt:

## Egyéb
"Ímhol, szegényen maradt kincstárunk, íme gazdagságunk az egyházakhoz ment át, teljességgel nem mások, de csak a püspökök uralkodnak." – panaszkodott a király. Chilperich gyakran szét is tépte főrangú, gazdag alattvalóinak a végrendeletét, ha az egyházat tették örökösükké. A király a gondosan vezetett adókönyveire különösen vigyázott. Uralkodása alatt történt, hogy súlyos adók miatt felkelt Lemovice – Limoges – népe, s meg akarta ölni Marcust, a király római adóbehajtóját. A város püspökének sikerült Marcust megmentenie, de az összesereglett sokaság megkaparintotta és elégette az adókönyveket. "Emiatt a király nagyon megharagudott, kiküldte személyes megbízottait, hatalmas büntetésekkel sújtotta, büntetésekkel rémítette a népet, sőt egyeseket még ki is végeztetett. Azt is beszélik, hogy az apátokat és presbitereket karókhoz kötözték, és mindenféle kínzóeszközzel gyötörték, mert a királyi kiküldöttek azzal vádolták meg őket, hogy a felkelés alkalmával segédkeztek a népnek az adókönyvek elégetésében. Ezután pedig még súlyosabb adókat róttak ki."
Tetteiért Tours-i Szent Gergely Heródesnek, meg Neronak nevezi művében. Korához mérten meglehetős műveltséggel bírt, írni-olvasni megtanult, két kötetnyi verset, szent himnuszokat, imádságokat költött.

## Lásd még
- Frank királyok listája
- A Meroving-házi királyok családfája

| Előző uralkodó: I. Chlothar | Frank király Neustriában 561 – 584 | Következő uralkodó: II. Chlothar |